# プラウデン委員会
プラウデン委員会（プラウデンいいんかい、別名：航空機産業調査委員会、英語：Plowden Committee）は、1964年12月にイギリスの労働党のハロルド・ウィルソン政権によって将来の航空機製造業の将来のあり方を調査する為に設立された。報告書は1965年12月に議会に提出された。

## 概要
1957年春に公表された保守党政権のダンカン・サンズ国防相による防衛白書ではミサイル万能論を背景とし、長距離爆撃機や戦闘機など軍用機の新規開発を終了してそれぞれ弾道ミサイルや迎撃ミサイルによって置き換え、海軍力は大型艦艇を削減し、徴兵制を廃して職業的兵力で防衛すると主張していた。そのため、イギリスの航空機産業界は開発中だったイングリッシュ・エレクトリック ライトニング、OR.339(後のBAC TSR-2)を除き、当時進められていた有人軍用機の開発は中止されたため、開発力が低下して、国際競争力を失いつつあった。その後、開発途上国での紛争等で従来の航空機の利点が見直され、方針が転換された。1960年の春には機体メーカーはブリティッシュ・エアクラフト・コーポレーション(BAC)、ホーカー・シドレーグループ、エンジンはロールス・ロイス、ブリストル・シドレーエンジン、ヘリコプターはウェストランドに集約された。フライ・ブリティッシュ政策の下でビッカース VC-10の開発が進められ、軍用機ではBAC TSR-2、ホーカー・シドレー P.1154、アームストロング・ホイットワース AW.681の開発が進められた。1964年10月の総選挙により保守党から政権を引き継いだ労働党のウィルソン政権でRoy Jenkins航空相はLord Edwin Plowdenを委員長とするイギリス経済全体における航空機産業の位置づけと方向性を検討するために航空機産業調査委員会を設置した。また国際共同開発小委員会(Sub-Committee on Inteernational Cooperation)も設立され、国際共同開発について検討した。
これに先立ち1963年10月の労働党大会においてハロルド・ウィルソン党首は「イギリス労働党と科学革命」と題する同党基本政策声明を行なっており、同党科学政策の基本理念は"社会主義を科学に"、"科学を社会主義に"の合言葉にみられるように科学革命に必要とされる経済・社会体制の変革を社会主義の路線において実現しようとするところにあり、「これは英国科学研究を総動員して技術における新しい突破口を開くことである。過去数年にわたり、英国は数十億ポンドの大金を国防の分野における方向を誤った研究開発契約に消費してきた。もしこの方向を今後、非軍事産業に使用するとすれば英国を再度世界の先端を行く工業国と呼べるような新しい産業を建設することができる」と述べていた。このようにして国家の研究資金を軍事から非軍事へ配分しつつ、研究開発の領域と規模を拡大して行き、政府委託を柱とする国家の研究投資によって創成される新産業は国有企業化とするという政策が立案されていた。新政府は,その組織にあたって技術省を新設して産業研究を強力に措進させることとした。
保守党政権下で進められたBAC TSR-2、ホーカー・シドレー P.1154、アームストロング・ホイットワース AW.681の開発は中止され、1965年12月に公表されたプラウデン委員会の報告書(Report of the Committee of Inquiry into the Aircraft Industry)では国内の需要は限られている中で新機種開発の費用が高騰し続け、もはや政府の補助なしではいかなる航空機の開発も困難である事と、国際共同開発への参加を示唆しており、イギリスの航空機産業の転換点の一つであるとされている。

## 影響
この報告書が提出された後、イギリスの航空機産業は1つの機体製造グループと1社のヘリコプターメーカー、1つのエンジン製造グループに再再編され、大陸ヨーロッパの航空機産業との連携かアメリカの航空機産業との連携の狭間で揺れ動き、SEPECAT ジャギュアやトーネード IDSやユーロファイターなど、国際共同開発に参加するようになる。また、計画の中止に伴い、余剰になった航空関係の技術者が当時、日本の新幹線に触発されて、世界各地で開発が盛んになりつつあった高速鉄道の開発に従事して振り子式車両であるAPTの370形やガスタービン動車であるAPT-Eやディーゼル推進式のインターシティー125の開発に携わった。

### 計画続行
- ホーカー・シドレー P.1127

### 計画中止
- BAC TSR-2
- アームストロング・ホイットワース AW.681
- ホーカー・シドレー P.1154

### 国際共同開発
- AFVG - 後に中止
- SEPECAT ジャギュア
- コンコルド
- トーネード IDS
- トーネード ADV
- ロールス・ロイス・チュルボメカ アドーア
- ターボ・ユニオン RB199
- ロールス・ロイス/スネクマ M45H